# Cenarchaeum

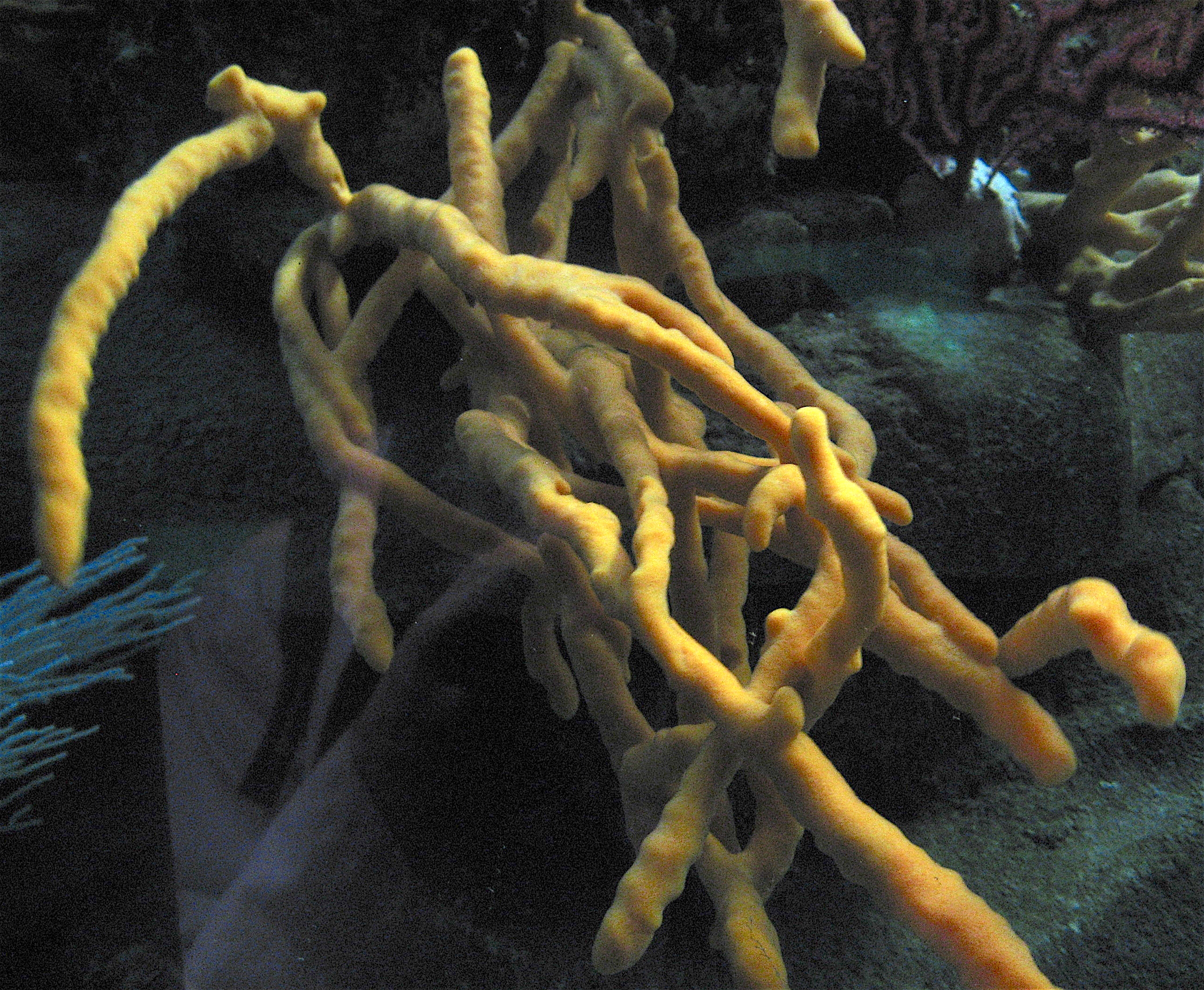
Der Schwamm Axinella polypoides aus derselben Gattung wie A. mexicana, der Wirt von „Ca. C. symbiosum“

„Candidatus Cenarchaeum“ ist eine monotypische Kandidatengattung von Archaeen in der Familie Nitrosopumilaceae Klasse Nitrososphaeria („Thaumarchaeen“).
Die Taxonomie des National Center for Biotechnology Information (NCBI) stellt die Gattung in eine eigene Familie „Ca. Cenarchaeaceae“, und diese in die eigene Ordnung „Ca. Cenarchaeales“ eines Phylums Nitrososphaerota (früher „Thaumarchaeota“).
Abgesehen davon ist die Zugehörigkeit zum Reich Thermoproteati (früher „TACK-Superphylum“) unbestritten.
Die Gattung gilt derzeit (Mitte Juli 2025) als monotypisch, einzige Art (Spezies) ist „Ca. Cenarchaeum symbiosum“; die Genome Taxonomy Database (GTDB) stellt derzeit allerdings noch eine einzige weitere Spezies mit der provisorischen Bezeichnung Cenarchaeum sp958295735 aus der Metagenomik gegenüber (weitere Arten aus der Metagenomik werden dort inzwischen in eine eigene Gattung gestellt).
Der marinen Archaeen der Spezies „Ca. Cenarchaeaceae symbiosum“ sind psychrophil (kälteliebend) und leben in Meeresschwämmen, die Art wurde zuerst als ein wichtiger symbiotischer Mikroorganismus (Endosymbiont) im Schwamm Axinella mexicana gefunden.
Die Art wurde in geringeren Mengen in den Weltmeeren ubiquitär nachgewiesen, ist aber in einigen Gattungen von Meeresschwämmen eines der häufigsten Mitglieder ihres Mikrobioms.
Genom-Sequenz und Diversität der Art bzw. Gattung wurden eingehend untersucht, dazu gehören ihre spezifischen Stoffwechselprodukte und ihre Rolle bei der Ammoniakoxidation gefunden wurden.

## Genom
Die Länge des Genoms von „Ca. C. symbiosum“ wird auf 2,02 Millionen Basenpaare (bp) geschätzt, mit einer voraussichtlichen Anzahl von 2011 Genen.

## Ökologie

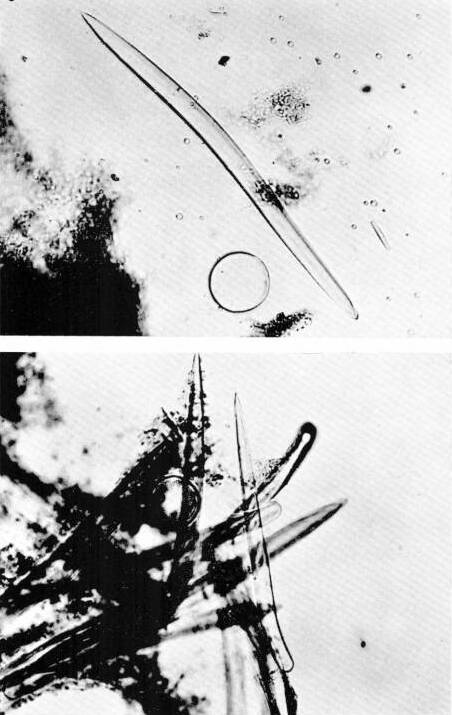
A. mexicana, Detailaufnahme

„Ca. Cenarchaeum symbiosum“ ist ein psychrophiler (kälteliebender) Organismus, der in der Lage ist, bei niedrigen Temperaturen zu überleben und sich zu vermehren; diese liegen die normalerweise zwischen 7 und 19 °C. „Ca. C. symbiosum“ geht eine symbiotische Beziehung mit bestimmten Schwammarten ein, die in der Regel in einer Tiefe von 10–20 Metern leben, typischerweise der Küste Kaliforniens.

## Artenliste

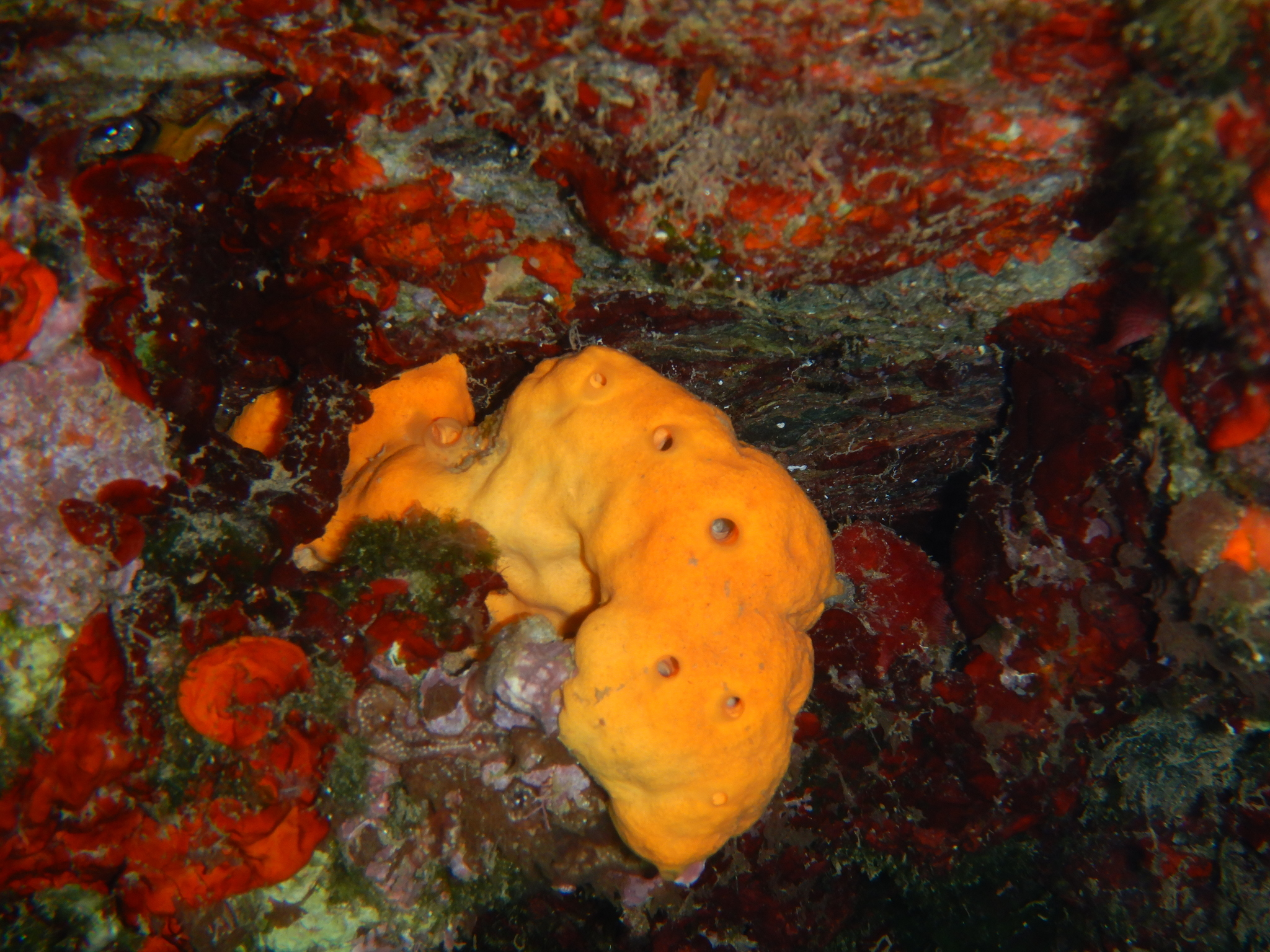
Der Schwamm Agelas oroides, Wirt für „C. sp958295735“

Die gegenwärtig akzeptierte Taxonomie basiert auf der List of Prokaryotic names with Standing in Nomenclature (LPSN), sowie dem National Center for Biotechnology Information (NCBI), mit Ergänzungen gemäß der Genome Taxonomy Database (GTDB) und der Global Biodiversity Information Facility (GBIF) – Stand 20. Juli 2025:
Gattung „Ca. Cenarchaeum“ DeLong & Preston 1996(L,N,G)
- Spezies „Ca. Cenarchaeum symbiosum“ DeLong & Preston 1996(L,N,G)
  - Stamm A(N) alias JP 2002531060-A/75[7] (GCA_000200715.1) oder JP 2020527359-A/28(N)
– Fundort: In 10–20 Metern vor der Küste von Santa Barbara, Kalifornien, Wirt: Axinella mexicana, Genomlänge: 2045086 bp (Zugriffsnr. DP000238)(N)
  - Stamm B(N)
– Fundort: In 10–20 Metern vor der Küste von Santa Barbara, Kalifornien, Wirt: Schwamm Axinella mexicana, (Zugriffsnr. DQ397872)(N)

- Spezies Cenarchaeum sp958295735(G) [Uncultured Candidatus Cenarchaeum sp. odAgeOroi1.Cenarchaeum_sp_2.1[8]]
  - Stamm odAgeOroi1.Cenarchaeum_sp_2.1 (GCA_958295735.1)[8]
– Fundort: Vor der Küste von Girona–Blanes, Spanien, Wirt: Schwamm Agelas oroides, Genomlänge:	3.2 Mbp[8]

Verschiebungen in die Gattung mit provisorischer Bezeichnung JAHRAL01 (innerhalb der Familie, nach der GTDB):
- Spezies Cenarchaeum sp003724275(I) ⇒ JAHRAL01 sp003724275 (Stamm S13)(G)
- Spezies Cenarchaeum sp007570915(I) ⇒ JAHRAL01 sp007570915 (Stamm PNGst_S_binVS4)(G)
- Spezies Cenarchaeum sp020027325(I) ⇒ JAHRAL01 sp020027325 (Stamm MEX2-MAG13)(G)

(G) – Genome Taxonomy Database
(I) – Global Biodiversity Information Facility (GBIF)
(L) – List of Prokaryotic names with Standing in Nomenclature (DSMZ)
(N) – Taxonomie des National Center for Biotechnology Information

## Weiterführende Literatur
- Shady A. Amin, James W. Moffett, Willm Martens-Habbena, Jeremy E. Jacquot, Yang Han, Allan Devol, Anitra E. Ingalls, David A. Stahl, E. Virginia Armbrust: Copper requirements of the ammonia-oxidizing archaeon Nitrosopumilus maritimus SCM1 and implications for nitrification in the marine environment. In: Limnology and Oceanography, Band 58, Nr. 6, November 2013, S. 2037–2045, doi:10.4319/lo.2013.58.6.2037, bibcode:2013LimOc..58.2037A (englisch).
- Erika García-Bonilla, Pedro F. B. Brandão, Thierry Pérez, Howard Junca: Stable and Enriched Cenarchaeum symbiosum and Uncultured Betaproteobacteria HF1 in the Microbiome of the Mediterranean Sponge Haliclona fulva (Demospongiae: Haplosclerida). In: Microbial Ecology, Band 77. Jahrgang. Springer Science and Business Media LLC, 15. Mai 20182018, S. 25–36, doi:10.1007/s00248-018-1201-5, PMID 29766224 (englisch).
- Steven J. Hallam, Konstantinos T. Konstantinidis, Nik Putnam, Christa Schleper, Yoh-ichi Watanabe, Junichi Sugahara, Christina Preston, José de la Torre, Paul M. Richardson, Edward F. DeLong: Genomic analysis of the uncultivated marine crenarchaeote Cenarchaeum symbiosum. In: PNAS, Band 103, Nr. 48, 28. November 2006, S. 18296–18301, doi:10.1073/pnas.0608549103, PMC 1643844 (freier Volltext), PMID 17114289 (englisch).
- Wei Qin, Yue Zheng, Feng Zhao, Yulin Wang, Hidetoshi Urakawa, Willm Martens-Habbena, Haodong Liu, Xiaowu Huang, Xinxu Zhang, Tatsunori Nakagawa, Daniel R. Mende, Annette Bollmann, Baozhan Wang, Yao Zhang, Shady A Amin, Jeppe L. Nielsen, Koji Mori, Reiji Takahashi, E. Virginia Armbrust, Mari-K. H. Winkler, Edward F. DeLong, Meng Li, Po-Heng Lee, Jizhong Zhou, Chuanlun Zhang, Tong Zhang, David A. Stahl, Anitra E. Ingalls: Alternative strategies of nutrient acquisition and energy conservation map to the biogeography of marine ammonia-oxidizing archaea. In: The ISME Journal. 14. Jahrgang, Nr. 10. Oxford University Press (OUP), 7. Juli 2020, S. 2595–2609, doi:10.1038/s41396-020-0710-7, PMID 32636492, bibcode:2020ISMEJ..14.2595Q (englisch).
- Christa Schleper, Ronald V. Swanson, Eric J. Mathur, Edward F. Delong: Characterization of a DNA polymerase from the uncultivated psychrophilic archaeon Cenarchaeum symbiosum. In: Journal of Bacteriology. 179. Jahrgang, Nr. 24, Dezember 1997, S. 7803–7811, doi:10.1128/jb.179.24.7803-7811.1997, PMID 9401041, PMC 179745 (freier Volltext) – (englisch).
- Brandon K. Swan, Manuel Martinez-Garcia, Mark D. Chaffin, Hilary G. Morrison, Erin K. Field, Nicole J. Poulton, E. Dashiell P. Masland, Christopher C. Harris, Alexander Sczyrba, Patrick S. G. Chain, Sergey Koren, Tanja Woyke, Ramunas Stepanauskas: Genomic and Metabolic Diversity of Marine Group I Thaumarchaeota in the Mesopelagic of Two Subtropical Gyres. In: PLOS ONE. 9. Jahrgang, Nr. 4, 17. April 2014, S. e95380, doi:10.1371/journal.pone.0095380, PMID 24743558, PMC 3990693 (freier Volltext), bibcode:2014PLoSO...995380S (englisch).
- Ricardo J. Eloy Alves, Bui Quang Minh, Tim Urich, Arndt von Haeseler, Christa Schleper: Unifying the global phylogeny and environmental distribution of ammonia-oxidising archaea based on amoA genes. In: Nature Communications, Band 9, Springer Science and Business Media LLC, 17. April 2018, S. 1517, doi:10.1038/s41467-018-03861-1, PMC 5904100 (freier Volltext), PMID 29666365, bibcode:2018NatCo...9.1517A